# ۷۱۹ (خورشیدی)
۷۱۹ هفتصد و نوزدهمین سال هجری خورشیدی است.